# Benjamin Lutzke

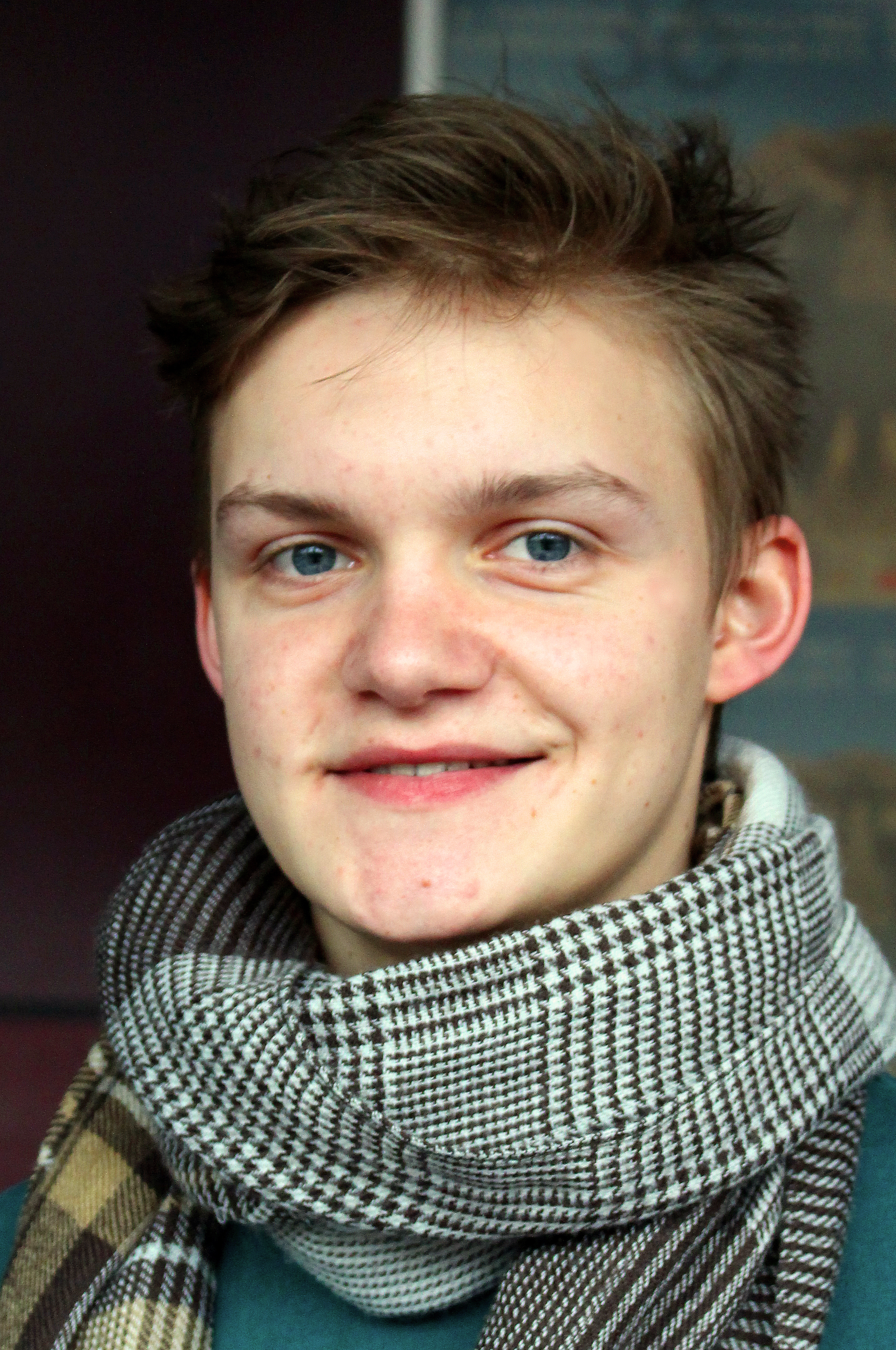
Benjamin Lutzke, 2015

Benjamin Lutzke (* 1996) ist ein deutscher Schauspieler. 

## Leben
Lutzke gab 2014 sein Schauspieldebüt im Film Chrieg. Für diese Rolle wurde mit dem Preis als bester Nachwuchsdarsteller beim Filmfestival Max Ophüls Preis 2015 ausgezeichnet.
Darüber hinaus spielte er in einigen Werbespots mit und drehte 2015 den Jugendfilm Bibi & Tina: Mädchen gegen Jungs.

## Filmografie
- 2014: Chrieg
- 2015: Upload (Fernsehfilm)
- 2016: Bibi & Tina: Mädchen gegen Jungs
- 2017: Tiger Girl
- 2017: You Are Wanted (Fernsehserie, 1 Episode)
- 2018: So viel Zeit